# Peperomia obtusifolia
Peperomia obtusifolia är en pepparväxtart som först beskrevs av Carl von Linné, och fick sitt nu gällande namn av Albert Gottfried Dietrich. Peperomia obtusifolia ingår i släktet peperomior, och familjen pepparväxter.

## Underarter
Arten delas in i följande underarter:
- P. o. alveolata
- P. o. cuneata
- P. o. emarginata
- P. o. emarginulata
- P. o. floridana
- P. o. longibracteata